# Siergiej Kowalenko (niemiecki zapaśnik)
Siergiej Kowalenko (ur. 10 kwietnia 1975) – niemiecki zapaśnik startujący w stylu wolnym. Zajął dwudzieste miejsce na mistrzostwach świata w 2001. Dziesiąty na mistrzostwach Europy w 2001. Piąty w Pucharze Świata w 2003 roku.
Mistrz Niemiec w 2001; drugi w 2003, a trzeci w 2002 roku.